# Nowe Grzegorzewice
Nowe Grzegorzewice (dawn. Grzegorzewice Nowe) – do 2006 wieś w Polsce, w województwie mazowieckim, w powiecie grójeckim, w gminie Warka. Leży we wschodniej części wsi, w zakolu Pilicy. Po zniesieniu nazwy teren wsi został włączony do Grzegorzewic.
W latach 1867–1954 w gminie Lechanice. 20 października 1933 w woj. warszawskim utworzono gromadę Grzegorzewice Nowe granicach gminy Lechanice, składającą się z wsi Grzegorzewice Nowe, kolonii Andrzejów, kolonii Franciszków, kolonii Adamów, kolonii Józefów C-1, kolonii Józefów C-2, kolonii Antoniówka, kolonii Marjanki, kolonii Rosołówek i kolonii Pietrusin.
Podczas II wojny światowej w Generalnym Gubernatorstwie, w dystrykcie warszawskim. W 1943 gromada Grzegorzewice Nowe liczyła 148 mieszkańców.
W związku z reorganizacją administracji wiejskiej jesienią 1954 gromada Grzegorzewice Nowe weszła w skład nowej gromady Grzegorzewice Nowe, a po jej zniesieniu w 1959 roku do gromady Wrociszew.
Od 1973 w gminie Warka (powiat grójecki). W latach 1975–1998 miejscowość administracyjnie należała do województwa radomskiego.
1 stycznia 2007 nazwa została zniesiona, zaś teren wsi włączony do Grzegorzewic.